# Broomfield Park
Der Broomfield Park war ein Fußballstadion in der schottischen Stadt Airdrie, North Lanarkshire. Der Fußballverein Airdrieonians FC nutzte das Stadion zwischen 1892 und 1994 als Heimspielstätte in der Scottish Football League.

## Hintergrund und Geschichte
Der Airdrieonians FC wurde im Jahr 1878 gegründet und eröffnete den Broomfield Park 1892. Das Gelände befand sich in einer Senke in der Nähe des Bahnhofs von Airdrie und war mit einer Breite von nur 61 Metern ungewöhnlich schmal. Nach dem Beitritt in den schottischen Ligabetrieb im Jahr 1894 gelang dem Verein 1903 der Aufstieg in die erste Liga, in der er die nächsten 33 Jahre lang in Folge spielen sollte. Der Broomfield Park erhielt 1907 einen Pavillon. Seine erfolgreichste Zeit erlebte der Klub in den 1920er Jahren, als er zwischen 1923 und 1926 vier Vizemeisterschaften in Serie gewann. Nach dem Gewinn des schottischen Pokals im Finale von 1924 gegen Hibernian Edinburgh baute der Verein eine neue Haupttribüne neben dem Pavillon. Der Besucherrekord im Broomfield Park betrug 24.000 in einem Viertelfinalspiel des schottischen Pokals gegen Heart of Midlothian am 8. März 1952. Im Jahr 1956 wurden Flutlichter installiert und 1959 erhielt die Gegengerade eine Überdachung.
Der Verein bekundete erstmals 1989 die Option für einen Umzug aus dem Broomfield Park. 1994 entschied sich Airdrieonians dafür, Broomfield an die Supermarktkette Safeway zu verkaufen, obwohl kein alternatives Grundstück zum Einzug bereitstand. Das letzte Spiel in Broomfield fand im Mai 1994 statt, danach wurde das Gelände abgerissen, um Platz für eine Safeway-Filiale zu schaffen. Der Verein plante, die aus dem Verkauf generierten Mittel für den Bau eines neuen Stadions mit ausschließlich Sitzplätzen zu verwenden, um den Anforderungen der Scottish Premier League (u. a. mindestens 10.000 überdachte Sitzplätze) zu entsprechen, hatte jedoch Schwierigkeiten eine Baugenehmigung zu erhalten.
Airdrie spielte danach vier Spielzeiten lang im Broadwood Stadium in Cumbernauld, bevor er zur Saison 1998/99 in das Excelsior Stadium umzog. In Erinnerung an die alte Spielstätte wird es auch New Broomfield genannt.